# Marian Wawrzeniecki

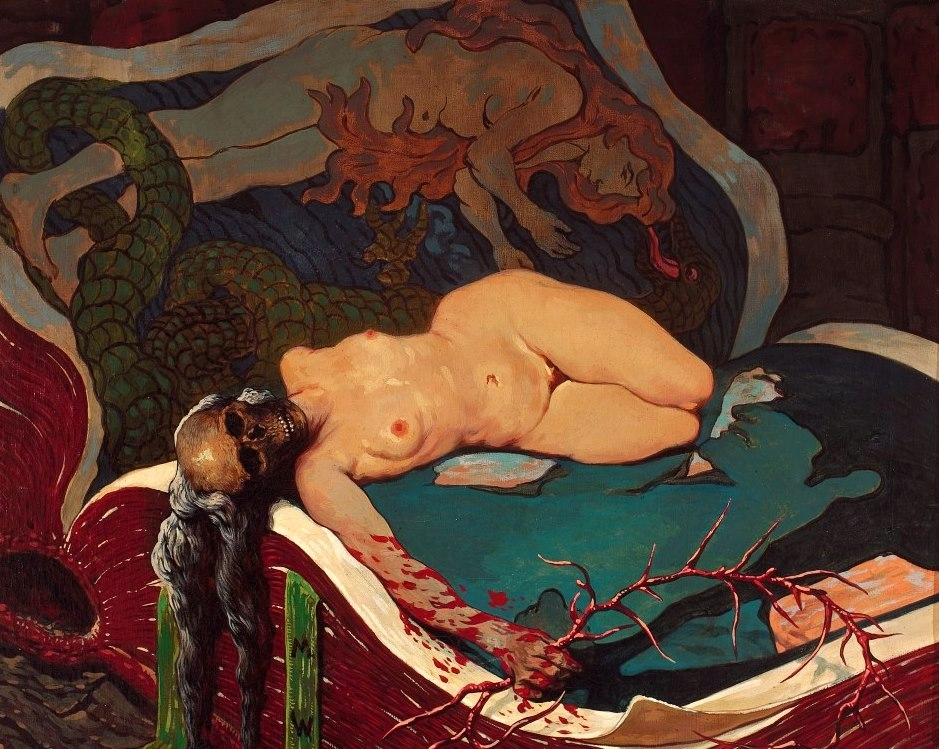
Stara prawda w księgach leży, z 1910 roku

Marian Wawrzeniecki (ur. 5 grudnia 1863 w Warszawie, zm. 22 listopada 1943 w Poznaniu) – polski archeolog, etnograf, fałszerz faktów historycznych, malarz, rysownik i historyk sztuki. Uczeń Jana Matejki, członek Akademii Umiejętności w Krakowie. Swoje zbiory przekazał Bibliotece Publicznej m.st. Warszawy.

## Życiorys
Urodził się 5 grudnia 1863 w Warszawie, w rodzinie Józefa i Heleny z Massalskich. Ukończył szkołę średnią Jana Pankiewicza w Warszawie. Uczył się malarstwa w Warszawie u Polikarpa Gumińskiego, u Wojciecha Gersona w 1880 i 1881, następnie do 1884 r. w krakowskiej Szkole Sztuk Pięknych, gdzie jego nauczycielami byli Leopold Löffler i Władysław Łuszczkiewicz, w 1884 r. wyjechał do Akademii Sztuk Pięknych w Monachium pobierając lekcje m.in. u Paula Nauena, w 1885 odwiedził Paryż, a w 1886 r. wznowił naukę w krakowskiej szkole, którą opuścił rok później. W 1890 r. powtórnie studiował w Monachium. Od następnego roku do 1892 r. podróżował po Włoszech, a później po Bułgarii. W 1895 r. osiedlił się na stałe w Warszawie.
Pochowany na Cmentarzu ewangelicko-reformowanym w Warszawie (kw. E-4-3).

## Działalność artystyczna
W swoim malarstwie nawiązywał do kultury słowiańskiej (m.in. obrazy Uroczysko słowiańskie, Los, Smok i Ofiara) a jego dzieła pojawiały się na kartkach i znaczkach pocztowych. We własnym malarstwie nie był naśladowcą żadnego z malarzy, mimo że w początkowej, warszawskiej fazie był uczniem Wojciecha Gersona, a potem Jana Matejki. Uważał, że obrazy powinny wyrażać nie tylko konkretne sceny z przeszłości, ale też osobistą wiarę artysty-badacza. Jego twórczością rządziły dwie reguły: fanatyczny kult symboli seksualnych wraz z wizjami pożądania i miłości oraz perspektywa śmierci, która z bezwzględnym okrucieństwem grozi każdej osobie. Pożądanie kobiety i mężczyzny oraz fascynacja przemijaniem to główna, opozycyjna oś jego twórczości. Wpływ na jego twórczość miał też symbolizm francuski i niemiecki (Gustave Moreau i Arnold Böcklin).
Maniera malarska artysty była bardzo charakterystyczna – obejmowała płaskie, matowe, nasycone plamy barwne, grube płynne kontury, drobiazgową dekoracyjność, a czasem nawet zbliżoną do komiksu stylizację. Na obrazach zawarte są elementy słowiańskich kultów pogańskich, a więc posągi Swarożyca, czy Lelum-Polelum, święte gaje i drzewa, głazy ofiarne, stele, swastyki i inne. W tym kulturowym instrumentarium prawie zawsze artysta umieszczał nagą kobietę ujętą bardzo naturalistycznie. Jest ona zwykle albo ofiarą, albo współkapłanką jakiegoś rytuału pogańskiego, ale też symbolizuje piękno uroczysk i słowiańskich gontyn. Taki sposób przedstawiania bardzo wzburzał opinię publiczną za życia malarza.

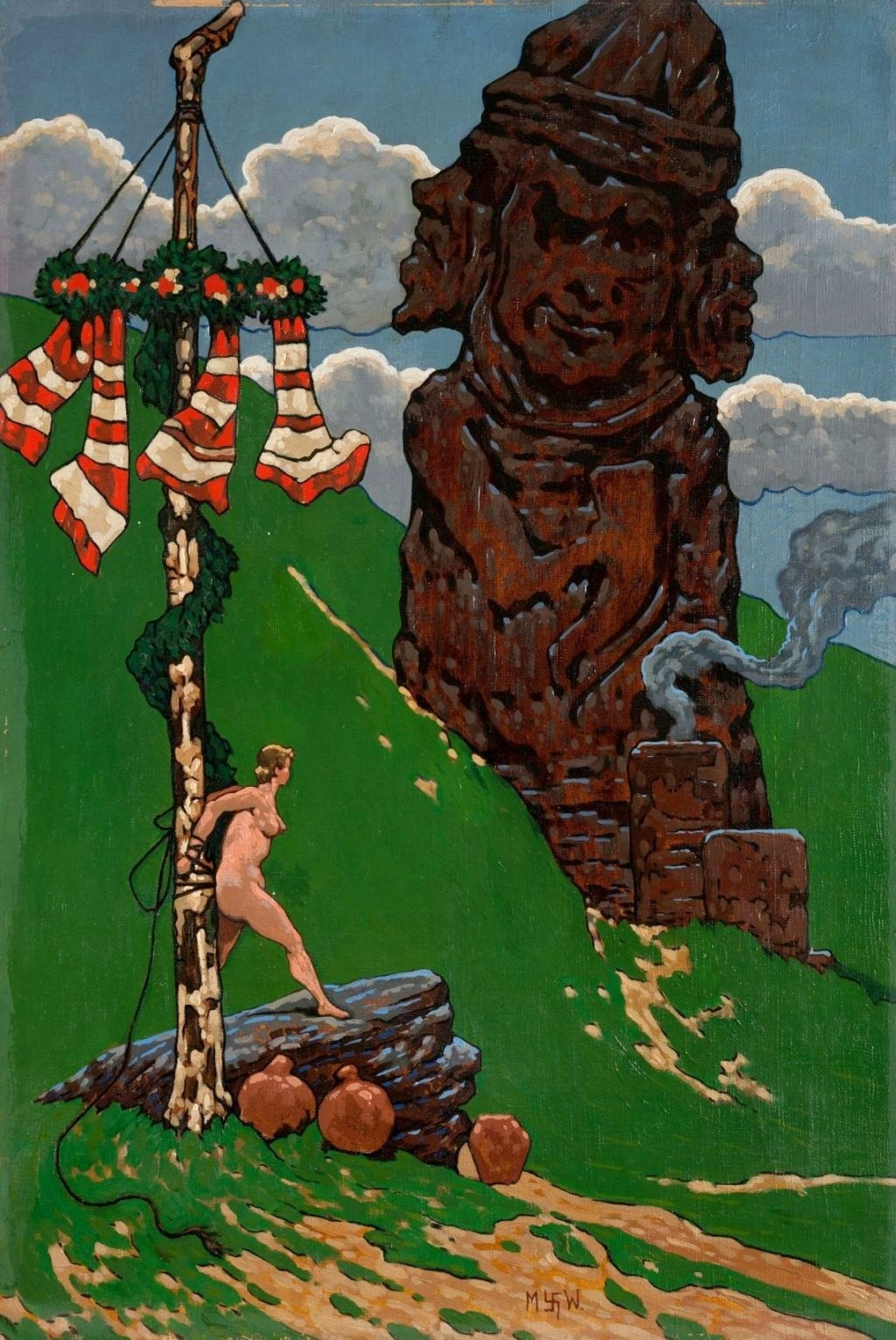
Ofiara, z 1923 roku

Do ulubionych motywów artysty należały męczarnie nagich kobiet oskarżonych o czary. Sporządził dużą liczbę szkiców i rysunków kobiet torturowanych na najrozmaitsze sposoby, najczęściej z wyraźną aluzją erotyczną. Wizerunki mężczyzn były w tym aspekcie bardzo rzadkie.
Oprócz tego malował motywy baśniowe, w kontekście archetypów psychiki ludzkiej. Ilustrował też książki i sporządzał ekslibrisy. Znany jest też jego cykl scenek rodzajowych z podróży do Bułgarii. Współpracował z czasopismami i organizacjami plastycznymi, m.in. „Chimerą”.

## Działalność w dziedzinie historii, archeologii i etnografii
Jest autorem wielu prac naukowych historycznych i krytycznych. Jego specjalnością było badanie kultury dawnych Słowian i jej źródeł. Piastował m.in. stanowisko kierownika działu wykopalisk przedhistorycznych Muzeum Przemysłu i Rolnictwa w Warszawie (1906–1919). Uważany za jednego z prekursorów rodzimowierstwa słowiańskiego w Polsce. Wychował kontynuatora, którym był Stanisław Wocjan.
Wawrzeniecki jako historyk opublikował szereg polskich dokumentów z kościelnych procesów i egzekucji kobiet, głównie posądzanych o czary. Dokumenty te miały być według jego deklaracji odkryte przezeń w archiwach sądowych lub kościelnych, zwykle jako relacje świadków danych wydarzeń. Historyk, profesor Janusz Tazbir analizując język dokumentów, zwracając uwagę na niepodawanie przez Wawrzenieckiego miejsca ich przechowywania, a także weryfikując dane z nich pochodzące z innymi archiwaliami epoki, uznał, że są to fałszerstwa Wawrzenieckiego, polegające albo na zmyśleniu całego wydarzenia (np. proces 21 kobiet w Nieszawie w 1721), albo na opisaniu znanego z innych źródeł przypadku, lecz z fikcyjnym zakończeniem (np. Wawrzeniecki opublikował dokument opisujący spalenie na stosie Nawojki). Jednocześnie Tazbir zwrócił uwagę, że falsyfikaty Wawrzenieckiego, pisane żywym językiem i zawierające drastyczne opisy, są często przywoływane jako autentyczne dokumenty z epoki zarówno w literaturze popularnej, jak i w niektórych pracach naukowych.  
Był odkrywcą pierwszych na ziemiach polskich zabytków z obsydianu, jak również pierwszego pochówku z okresu wędrówek ludów (VI-VIII wiek). Jako pierwszy odkrył i opisał dobrze zachowane okazy ceramiki z uchami półksiężycowatymi (ansa lunata) i ślady ziemianek. Prowadził wykopaliska na miejscu bitwy pod Racławicami, dokonując jej opisu na podstawie znalezisk.

## Poglądy i kontrowersje
Jego kontrowersyjne poglądy wywoływały w świecie nauki i wśród artystów wiele sporów, zwłaszcza że Wawrzeniecki miał tendencję do fanatycznej zaciekłości w obronie swoich stanowisk. Brutalna walka środowiskowa doprowadziła do tego, że zwalczało go krakowskie środowisko archeologiczne związane z Akademią Umiejętności (zwłaszcza Włodzimierz Demetrykiewicz), a także malarze skupieni wokół akademii plastycznej i Jana Stanisławskiego. Wawrzeniecki miał zwyczaj nazywać to środowisko fikcyjnymi pseudoautorytetami pogrążonymi we własnej nicości. Wydał też własnym nakładem broszurę zatytułowaną Odprawa 70-ciu i p. Mehofferowi. Ponure fakty z ewolucji etyki tzw. inteligencji Galicyjskiej.
W 1912 r. opublikował broszurę Dlaczego w 1912 r. zanikło pojmowanie malarstwa historycznego i dziejowego momentu kulturalnego? Bronił w niej fundamentalnego znaczenia historyzmu w malarstwie polskim i ubolewał nad jego wyparciem przez nowe trendy chwalone przez krytyków. Zwalczał bezwzględnie wszystko, co prowadziło do zastąpienia historycznych motywów plastycznych symbolizmem, gatunkiem rodzajowym, zwykłym pejzażem, czy martwą naturą. Tępił więc Stanisława Witkiewicza i jego mocno realistyczne pejzaże, pasję kolekcjonerską (secesja, japońszczyzna) Feliksa Jasieńskiego, nieuctwo i niedołęstwo Młodej Polski, czy symbolizm szkoły Kazimierza Stabrowskiego. Cenił natomiast malarstwo Jana Matejki, uważając tego artystę za geniusza Europy. Oprócz niego za bardzo wartościowych malarzy uważał Artura Grottgera, Januarego Suchodolskiego, Wojciecha Gersona, Józefa Brandta, Juliusza Kossaka, Maksymiliana Gierymskiego, Józefa Chełmońskiego, a przede wszystkim Henryka Siemiradzkiego.
Afirmując czasy pogańskie Wawrzeniecki stawiał wyraźną cezurę pomiędzy nimi a późniejszym okresem po chrystianizacji. Czasy przedchrześcijańskie uważał za okres żywiołowej, samoistnej, nieskrępowanej i rdzennej kultury, a czasy późniejsze za okres kultury narzuconej represyjnie i niszczącej ciągłość cywilizacji polskiej. Krytykował zarówno kler katolicki, jak i Niemców za wytępienie w Polsce słowiańskiej rodzimości. Potępiał też sztukę gotycką, jako wpływ obcy – zakonny i niemiecki, a renesans, jako małpowanie Włochów i Francuzów. Był reprezentantem totalnej krytyki obcości w kulturze polskiej. Pierwotna słowiańskość jego zdaniem reprezentowała wartości bezcenne, zaprzepaszczone przez interwencję Kościoła.

## Publikacje
- Krwawe widma, ciekawe procesy, tortury i osobliwe egzekucje, Warszawa 1909.
- Słowianie doby przed- i wczesnohistorycznej (Warszawa, 1910).
- Tabu u ludu naszego, „Wisła”, 20, 1916/1917, s. 249–257.
- Znamiona orientalne w kamiennym słupie t.z. Swantowita (Warszawa, 1928).